# The Rugby Championship 2018
Il Rugby Championship 2018 (in inglese 2018 Rugby Championship) fu la 7ª edizione del torneo annuale di rugby a 15 tra le squadre nazionali di Argentina, Australia, Nuova Zelanda e Sudafrica nonché la 23ª assoluta del torneo annuale internazionale di rugby a 15 dell'Emisfero Sud.
Si tenne dal 18 agosto al 6 ottobre 2018 e fu vinto per la quindicesima volta dalla Nuova Zelanda.
A seguito di accordi commerciali di sponsorizzazione, in Argentina il torneo fu noto come 2018 Personal Rugby Championship, in Australia come 2018 Castrol Edge Rugby Championship, in Nuova Zelanda come 2018 Investec Rugby Championship e in Sudafrica come 2018 Castle Rugby Championship.
Dal punto di vista statistico il torneo fu caratterizzato dalla prima sconfitta neozelandese dal Championship 2015 e quindici vittorie consecutive; avvenne in casa contro il Sudafrica, vittorioso nella terra degli All Blacks nove anni addietro per l'ultima volta.
Nella stessa giornata anche l'Australia perse in casa contro l'Argentina, che così ripeté l'impresa già compiuta nel 1983 quando i Pumas vinsero al Ballymore di Brisbane.
Tali vittorie non cambiarono tuttavia l'esito del torneo: gli All Blacks vinsero proprio in casa dell'Argentina nel quinto turno e si assicurarono il sedicesimo titolo con una gara ancora da disputare rendendo del tutto platonica la vittoria all'ultima giornata in casa sudafricana con lo stesso scarto (due punti) di quella subita poche settimane addietro dagli stessi Springbok.
Il valore delle marcature, come stabilito da World Rugby nel 2017, è: 5 punti per ciascuna meta (7 se trasformata), 7 punti per la meta tecnica, 3 punti per la realizzazione di ciascun calcio piazzato, idem per il drop.

## Nazionali partecipanti e sedi
| Squadra       | Città                          | Impianto interno                                                            |
| ------------- | ------------------------------ | --------------------------------------------------------------------------- |
| Argentina     | Buenos Aires Mendoza Salta     | Stadio José Amalfitani Stadio Malvinas Argentinas Stadio Ernesto Martearena |
| Australia     | Brisbane Gold Coast Sydney     | Lang Park Robina Stadium Stadium Australia                                  |
| Nuova Zelanda | Auckland Nelson Wellington     | Eden Park Trafalgar Park Regional Stadium                                   |
| Sudafrica     | Durban Port Elizabeth Pretoria | Kings Park Nelson Mandela Bay Stadium Stadio Loftus Versfeld                |

## Risultati

### 1ª giornata
| Arbitro: | Jaco Peyper |

|                     |      |                                                                       |
| Maddocks 67’        | mt   | 39’ A. Smith 43’ Goodhue 52’ B. Barrett 63’ Retallick 74’, 75’ Naholo |
| Foley 67’           | tr   | 43’, 52’, 63’, 75’ B. Barrett                                         |
| Hodge 10’ Foley 21’ | c.p. |                                                                       |

| Arbitro: | Ben O'Keeffe |

|                                                      |    |                                   |
| Am 8’ Dyantyi 32’, 42’ Mapimpi 49’, 53’ de Klerk 70’ | mt | 15’ Sánchez 27’ Matera 67’ Moroni |
| Pollard 42’, 70’                                     | tr | 15’, 27’, 67’ Sánchez             |

### 2ª giornata
| Arbitro: | Wayne Barnes |

|                                                    |    |                     |
| B. Barrett 12’, 37’, 61’, 68’ Moody 42’ Squire 48’ | mt | 28’ Genia 54’ Hodge |
| B. Barrett 12’, 37’, 42’, 48’, 61’                 | tr | 28’ Foley           |

| Arbitro: | Angus Gardner |

|                                        |      |                           |
| Delguy 18’, 22’ Sánchez 27’ Moyano 45’ | mt   | 13’ Kolisi 47’, 64’ Mapoe |
| Sánchez 18’, 22’, 27’                  | tr   | 14’, 48’ Pollard          |
| Sánchez 4’                             | c.p. |                           |
| Sánchez 36’                            | drop |                           |

### 3ª giornata
| Arbitro: | Pascal Gaüzère |

|                                                                          |      |                                     |
| Milner-Skudder 18’ Perenara 30’, 58’ K. Read 49’ Frizell 74’ Goodhue 80’ | mt   | 15’ Moyano 42’ Sánchez 70’ Boffelli |
| Mo’unga 18’, 49’, 58’, 74’, 80’                                          | tr   | 15’, 42’, 70’ Sánchez               |
| Mo’unga 5’, 40+1’                                                        | c.p. | 56’ Sánchez                         |

| Arbitro: | Glen Jackson |

|                              |      |                          |
| Hooper 2’ To’omua 33’        | mt   | 14’ Mbonambi 28’ Mapimpi |
| To’omua 2’, 33’              | tr   | 14’ Jantjies             |
| To’omua 55’, 69’ Hodge 40+2’ | c.p. | 7’, 39’ 4Jantjies        |

### 4ª giornata
| Arbitro: | Nigel Owens |

|                                                                         |      |                                                 |
| J. Barrett 4’ A. Smith 15’ R. Ioane 38’, 51’ C. Taylor 60’ A. Savea 73’ | mt   | 19’, 56’ Dyantyi 24’ Le Roux 31’ Marx 41’ Kolbe |
| B. Barrett 15’, 51’                                                     | tr   | 19’, 24’, 31’, 41’ Pollard                      |
|                                                                         | c.p. | 40+1’ Pollard                                   |

| Arbitro: | John Lacey |

|                                       |      |                              |
| Genia 11’ Folau 19’ Haylett-Petty 55’ | mt   | 15’ Sánchez 36’ Delguy       |
| To’omua 11’, 19’                      | tr   | 15’, 36’ Sánchez             |
|                                       | c.p. | 5’, 77’ Boffelli 48’ Sánchez |

### 5ª giornata
| Arbitro: | Jérôme Garcès |

|                         |      |                     |
| Dyantyi 1’ de Klerk 20’ | mt   | 25’ Hodge 28’ Genia |
| Pollard 1’, 20’         | tr   | 28’ To’omua         |
| 33’, 40+1’, 45’ Pollard | c.p. |                     |

| Arbitro: | Mathieu Raynal |

|                          |      |                                                          |
| Cubelli 58’ Boffelli 67’ | mt   | 7’, 29’ Ioane 17’ Naholo 54’ Tuipulotu 72’ Lienert-Brown |
| Sánchez 58’, 67’         | tr   | 7’, 17’, 29’, 54’ B. Barrett 72’ Mo’unga                 |
| Sánchez 5’               | c.p. |                                                          |

### 6ª giornata
| Arbitro: | Angus Gardner |

|                                    |      |                                                       |
| Kriel 43’ de Allende 51’ Kolbe 58’ | mt   | 53’ A. Smith 61’ R. Ioane 75’ S. Barrett 79’ A. Savea |
| Pollard 43’, 51’, 58’              | tr   | 53’, 75’, 79’ Mo’unga                                 |
| Pollard 4’, 13’, 47’               | c.p. | 25’, 35’ B. Barrett                                   |

| Arbitro: | Jaco Peyper |

|                                                         |      |                                                                  |
| Matera 2’ Boffelli 4’ Orlando 27’ González Iglesias 31’ | mt   | 14’ Hooper 44’ Rodda 48’ Folau 52’, 66’ Haylett-Petty 64’ Pocock |
| Sánchez 2’, 4’, 27’ González Iglesias 31’               | tr   | 14’, 44’, 48’, 52’, 64’, 66’ Foley                               |
| González Iglesias 38’, 61’                              | c.p. | 75’ Foley                                                        |

## Classifica
| Pos | Squadra       | G | V | N | P | PF  | PS  | DP  | BMP | Pt |
| --- | ------------- | - | - | - | - | --- | --- | --- | --- | -- |
| 1   | Nuova Zelanda | 6 | 5 | 0 | 1 | 225 | 132 | +93 | 5   | 25 |
| 2   | Sudafrica     | 6 | 3 | 0 | 3 | 160 | 154 | +6  | 3   | 15 |
| 3   | Australia     | 6 | 2 | 0 | 4 | 124 | 176 | −52 | 1   | 9  |
| 4   | Argentina     | 6 | 2 | 0 | 4 | 151 | 198 | −47 | 0   | 8  |